# Leucania atrata
Leucania atrata là một loài bướm đêm trong họ Noctuidae.